# Sphaerocylichna incommoda
Sphaerocylichna incommoda is een slakkensoort uit de familie van de Cylichnidae. De wetenschappelijke naam van de soort is voor het eerst geldig gepubliceerd in 1891 door E. A. Smith.